# Чёрная дыра (фильм, 1979)
«Чёрная дыра» (англ. The Black Hole) — американский фантастический кинофильм 1979 года кинокомпании «Walt Disney Productions», который на момент выхода был самым дорогим её фильмом, и её же первый фильм, получивший возрастной рейтинг PG.
Хотя картина номинировалась на «Оскар» за лучшую операторскую работу и лучшие спецэффекты, в то же время она получила смешанные обзоры кинокритиков и не очень хорошие сборы от проката.

## Сюжет
В 2130 году исследовательский космический корабль «Паломино» возвращается на Землю из экспедиции по поиску неизведанных миров. На его борту экипаж из пяти человек — капитан Дэн Холланд (Роберт Форстер), доктор Алекс Дюрант (Энтони Перкинс), второй пилот лейтенант Чарльз Пайзер (Джозеф Боттомс), обладающая парапсихологическими способностями доктор Кейт Маккрей (Ивет Мимо), журналист Гарри Бут (Эрнест Боргнайн) и робот Винсент (V.I.N.CENT). Во время полёта Винсент обнаруживает присутствие чёрной дыры, вокруг которой вращается неопознанный космический корабль. Кейт узнает в нём корабль «Лебедь», который был послан в экспедицию с той же целью, но исчез двадцать лет назад, и на котором был её отец. Корабль принадлежал Гансу Рейнхарду (Максимилиан Шелл) — блестящему, но, как считается, недооцененному учёному. Его экспедиция была отозвана из-за перерасхода средств, но он не захотел возвращаться и исчез вместе с кораблём и экипажем.
«Лебедь» не подаёт никаких признаков жизни, не отвечает на сигналы и кажется заброшенным. Когда «Паломино» подлетает поближе, то обнаруживается, что корабль окружает искусственное поле гравитации, благодаря чему его и не засасывает в дыру. «Паломино» случайно выпадает из этого поля и попадает в зону притяжения чёрной дыры. Ему чудом удаётся вернуться в зону влияния «Лебедя», но двигатель получает повреждения. Команда решает всё же пристыковаться к «Лебедю». На борту единственным человеком среди многочисленных роботов, похожих на людей в чёрных балахонах с отражающими щитками вместо лица, оказывается сам Ганс Рейнхардт, который рассказывает следующее: корабль попал в метеоритный поток, который повредил все коммуникации, после чего Рейнхардт распустил команду на спасательных челноках, но отец Кейт по собственному желанию остался с ним. За 20 лет они создали этих роботов, а сам корабль переоборудовали к проходу через чёрную дыру — Рейнхардт уверен, что самые неизведанные миры лежат по ту сторону дыры. В данный момент он ждёт прибытия испытательного корабля, который запустил в дыру. Так же он сообщает Кейт, что её отец некоторое время назад умер, а заправляет вместе с Рейнхардтом всем теперь немой робот Максимилиан.
Дюрант восхищается Рейнхардтом и решает вместе с ним отправиться в дыру, в то время как остальная команда «Паломино» начинает что-то подозревать. Бут обнаруживает на борту целую теплицу с огородами и одновременно замечает, что обслуживающий их робот ходит хромающей походкой, словно живой человек. Одновременно Холланд находит каюты экипажа и обнаруживает, что команда почему-то оставила на борту все свои вещи, а затем он видит, как роботы устраивают одному из них настоящие похороны, выкинув его тело в саркофаге в космос. Максимилиан приводит Винсента, Холланда и Пайзера в хранилище запчастей, где они находят робота Боба (B.O.B.) — той же модели, что и Винсент, но всего очень покорёженного. Боб испытывает непонятный страх перед Максимилианом. Сблизившись с Винсентом, он заряжает робота лазерными зарядами, так как понимает — что Винсенту и прилетевшим с ним людям, скорее всего, предстоит защищаться от Рейнхардта. 
Когда корабль отремонтирован, то Рейнхардт просит их не улетать, чтобы с борта «Паломино» они засвидетельствовали его триумф — испытательный корабль вернулся и полученные результаты наводят Рейнхардта на мысль, что через чёрную дыру при определённом угле вращения вполне можно безопасно пройти. В то же время Боб раскрывает Винсенту страшную правду: экипаж «Лебедя» никуда не улетал. Когда Рейнхард отказался улетать от чёрной дыры, то команда во главе с отцом Кейт взбунтовалась против него, за что он лоботомировал их, превратив их в этих самых управляемых зомби в чёрных балахонах, лишённых своих рассудков, а отца Кейт, который возглавил бунт, Рейнхард убил. Винсент с помощью телепатии Кейт зовёт к себе Бута, Холланда и Пайзера и всё им рассказывает. Они принимают решение улетать, после чего Винсент с помощью телепатии рассказывает всю правду Кейт. Она рассказывает всё Дюранту, после чего тот в панике срывает зеркальный щиток с лица одного из «роботов» и они с Кейт видят человеческое лицо. Потрясённые Дюрант и Кейт пытаются убежать, но люк из отсека закрывается. Максимилиан убивает Дюранта, а Кейт отправляет на лоботомию.
Холланду, Пайзеру, Винсенту и Бобу удаётся с боем отбить Кейт, но Бут, предательски испугавшись, решает сам сбежать на «Паломино». Поскольку «Лебедь» уже начал движение к дыре, то Рейнхардт приказывает сбить «Паломино», иначе тот врежется в них. И хотя «Паломино» уничтожен, он всё же успевает нанести «Лебедю» небольшой урон. Тогда герои решают сбежать на испытательном корабле, но пока они добираются до него, то «Лебедь» попадает в засасываемый дырой метеоритный шторм, который вызывает взрыв энергетической установки, что приводит к выходу из строя антигравитационного генератора. Из-за этого корабль начинает быстро разваливаться на куски под действием огромных гравитационных сил чёрной дыры. Рейнхардт отправляет Максимилиана разобраться с героями, после чего его придавливает к консоли одним из проекционных экранов. Несмотря на просьбы о помощи, его модифицированный бывший экипаж никак на них не реагирует. Максимилиан добирается до героев и нападает на них. Герои стреляют по Максимилиану из бластеров, но его лазероотражающая броня выдерживает. На Максимилиана набрасывается Боб, и Максимилиан наносит ему тяжёлые повреждения, однако проигрывает в схватке с Винсентом и его вышвыривает в атмосферу и засасывает в дыру. Боб просит Винсента сделать всё для спасения людей и отключается навеки. Герои добираются до испытательного корабля и в последний момент успевают улететь, после чего «Лебедь» тоже засасывает в дыру. Однако в следующий момент они обнаруживают, что управление не работает, а корабль запрограммирован на курс в дыру. Кейт обречённо говорит, что им остаётся только надеяться на то, что Рейнхардт действительно был гениальным учёным. 
Затем показан кувыркающийся в пространстве Рейнхардт, которого находит Максимилиан и они сливаются воедино, после чего Рейнхардт, заключённый в корпус Максимилиана, стоит на вершине горы посреди объятого пламенем горного ландшафта, по которому бродят похожие на призраков фигуры в чёрных балахонах (похожие на его роботов, но без отражающих щитков на лицах). Далее корабль с командой «Паломино» проносится по хрустальному коридору, а впереди них несётся похожая на ангела фигура в белой тоге с длинными волосами. Затем корабль вылетает в космическое пространство и в последнем кадре летит к неизвестной планете возле ослепительно яркой звезды.

## В ролях
| Актёр            | Роль                    |
| ---------------- | ----------------------- |
| Максимилиан Шелл | доктор Ганс Рейнхард    |
| Энтони Перкинс   | доктор Алекс Дюран      |
| Роберт Форстер   | капитан Дэн Холланд     |
| Джозеф Боттомс   | лейтенант Чарльз Пайзер |
| Иветт Мимо       | доктор Кейт Маккрей     |
| Эрнест Боргнайн  | Гарри Бут               |
| Родди МакДауэлл  | голос робота V.I.N.CENT |